# Barxeta
Barxeta település Spanyolországban, Valencia tartományban. Barxeta Benigànim, L’Ènova, Genovés, Valencia, Llocnou d’En Fenollet, Quatretondeta, Rafelguaraf, Simat de la Valldigna és Xàtiva községekkel határos. Lakosainak száma 1586 fő (2024).

## Népesség
A település lakosságának változását az alábbi diagram mutatja:
| Lakosok száma | 1630 | 1619 | 1650 | 1669 | 1637 | 1606 | 1577 | 1601 | 1576 | 1586 |
|               | 2001 | 2004 | 2007 | 2009 | 2012 | 2014 | 2017 | 2019 | 2022 | 2024 |